# Lomnitsa
Lomnitsa (bulgariska: Ломница) är ett distrikt i Bulgarien.   Det ligger i kommunen Obsjtina Dobritj-Selska och regionen Dobritj, i den nordöstra delen av landet, 400 km öster om huvudstaden Sofia.
Trakten runt Lomnitsa består till största delen av jordbruksmark. Runt Lomnitsa är det ganska tätbefolkat, med 96 invånare per kvadratkilometer.